# 5 Arany Gyűrű
Az 5 Arany Gyűrű az RTL 2025. március 24-én indult vetélkedője, ami a 5 Gold Rings című holland formátum alapján készül. Műsorvezetője Gundel Takács Gábor.
A forgatás 2025. február 6. és 18. között zajlott az RTL Nagytétényi úti CRK stúdiójában.

## Története
2024. november 4-én Kolosi Péter, az RTL Magyarország tartalomért felelős vezérigazgató-helyettese a Big Picture konferencián bejelentették, hogy 2025-ben jön az 5 Arany Gyűrű. A műsor kezdési időpontját 2025. március 10-én jelentették be, amire március 24-én került sor.

## A műsor menete
Minden adásban két 2 fős csapat versenyez egymással. A csapatoknak 5 aranykarika áll a rendelkezésükre. A nekik feltett kérdésekhez tartozik egy-egy kép, ami egy hatalmas, kör alakú LED padlón jelenik meg, a karikákat pedig a válaszuk szerinti helyre kell elhelyezniük rajta. A helyes megfejtésre 30 mp áll rendelkezésre. A feladványok között szerepel például:
- memóriajáték: meg kell jegyezni a kép minden apró momentumát, hogy mi hol helyezkedik el, majd miután eltűnik a kép egy nagyobb részlete, meg kell találni a feltett kérdésben szereplő részletet
- időkarika: egy múltbeli esemény évét meg kell jelölni a padlón megjelenő időkarikán
- karaoke: egy ismert dal szövegében meg kell találni egy adott szó megfelelő betűjét
- kiegészítés: egy közismert kép (festmény, szobor, közlekedési tábla, pénz, stb.) egy ikonikus részletét kell megtalálni a hiányos képen

Ha az aktuális csapat helyesen válaszol, megnyeri az adott szinthez tartozó nyereményt.
Ha az aktuális csapat rosszul válaszol, akkor elveszíti az adott szinthez tartozó nyereményt és az ellenfél csapat elrabolhatja a pénzösszeget. Rablás esetén az ellenfél csapatnak már csak 15 mp áll rendelkezésre a megfejtéshez. Minden egyes szint több pénzt ér, de a karika minden alkalommal kisebb lesz.
A döntő fordulóban a több pénzt gyűjtő csapat dönthet arról, hogy ők szeretnék-e megfejteni a feladványt, vagy átadják a lehetőséget a másik csapat részére. Amennyiben a döntőben a feladványt megfejteni kívánt csapat helyesen dönt, akkor az a csapat viszi haza a maguk által összegyűjtött nyereményt, helytelen válasz esetén az ellenfél csapat nyeri meg az összegyűjtött összeget.

### Segítségek
- Forduljon a padló: Egyszer lehet kérni egy új feladványt és ki lehet választani a kettő közűl melyiket akarják megoldani.
- Segítsen a csapat: Egyszer 5 kedves barát, rokon, ismerős segítségét lehet kérni, akik ott ülnek a stúdióban és tableten keresztül jelölhetik be az általuk jónak gondolt megoldást.

## Epizódok
| Évad | Évad | Részek száma | Részek száma | Eredeti sugárzás  | Eredeti sugárzás | Eredeti adó |
| Évad | Évad | Részek száma | Részek száma | Évadbemutató      | Évadzáró         | Eredeti adó |
| ---- | ---- | ------------ | ------------ | ----------------- | ---------------- | ----------- |
|      | 1.   | 10           | 10           | 2025. március 24. | 2025. április 4. |             |